# Chicago Spire
Chicago Spire là một dự tòa nhà chọc trời được xây dựng ở Chicago, Illinois. Sau nhiều năm thách thức tài chính, bao gồm cả sự suy thoái bắt đầu vào năm 2008, xây dựng đã tạm dừng. Anglo Irish Bank Corp, nộp đơn kiện tịch thu $ 77.000.000 chống lại sự phát triển của Spire Garrett Kelleher, tuyên bố rằng các khoản vay được thực hiện cho công ty phát triển của Kelleher, có được trong mặc định cho một năm. Cho đến cuối năm 2010, dự án đã bị hủy bỏ do ảnh hưởng kinh tế.

## Địa điểm

Vị trí bản đồ

Tòa nhà xoắn đã được xây dựng dọc theo phía tây Chicago´s lakefront của Navy Pier, nằm về phía đông bắc của Chicago Loop, tở khu phố Streeterville của cộng đồng cận khu vực phía Bắc. Địa điểm xây dựng ở ngã ba của Hồ Michigan và sông Chicago, và được bao bọc bởi Slip Ogden của sông Chicago về phía bắc, Bắc Lake Shore Drive về phía đông, sông Chicago về phía nam, và hiện hữu ở  phía tây. 